# Fusy

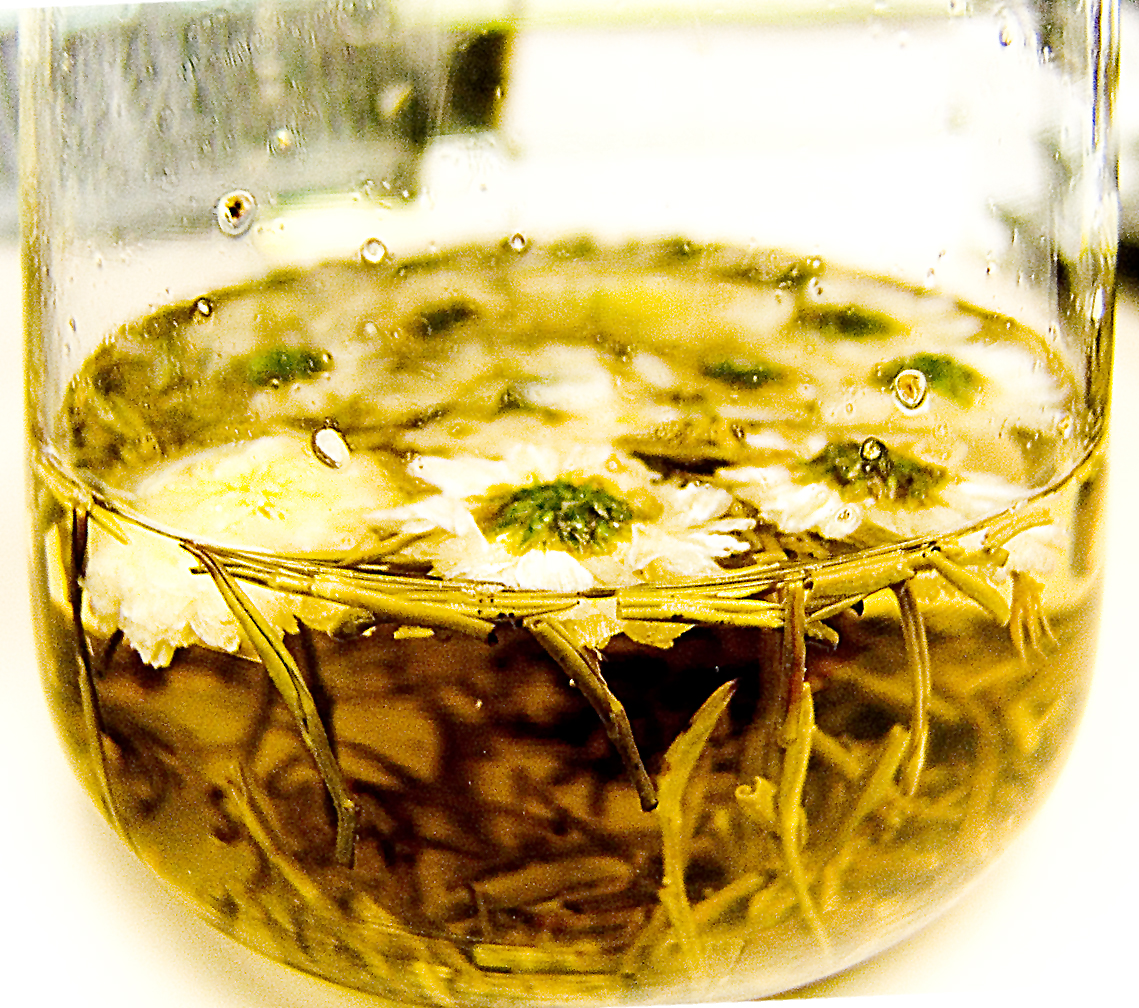
Fusy w zielonej herbacie z chryzantemami

Fusy (łac. fusus – płynny) – popularna nazwa zawiesiny w niewyklarowanym płynie lub osadów będących efektem sedymentacji w płynach spożywczych, głównie parzonych – otrzymywanych z zalania wrzątkiem liści herbaty, ziół np. mięty lub zmielonych ziaren kawy. Uważane najczęściej za obiekt niepożądany.
Fusy miały swoje znaczenie kulturowe w wielu rejonach świata. Najprawdopodobniej ze starożytnych Chin wywodzi się tasenografia, czyli wróżenie z fusów.